# Тетрик I
Гай Пій Езувій Тетрик (лат. Gaius Pius Esuvius Tetricus), більш відомий як Тетрик I — останній правитель Галльскої імперії, державного утворення, що боролося за незалежність від Риму під час Кризи III століття. Володорював у 271—274 роках разом зі своїм сином, Тетриком II. Був переможений римським імператором Авреліаном.

## Життєпис
Походив із шляхетної галльської родини. За правління Вікторина дослужився до посади намісника Аквітанії. На здібного адміністратора звернула увагу мати імператора, Вікторія (або Вітрувія). У 271 році, після смерті Вікторина, вона підкупила легіонерів, які за її наполяганням проголосили Тетрика імператором. Столицю імперії новий володар переніс до Августи Треверорум, можливо, з огляду на напади германців. Водночас саме в 271 р. Тетрик завдав варварам рішучої поразки і його владу визнали Галлія і Британія (які, можливо, не визнавали влади Аврелія Марія і Вікторина). Римський імператор Клавдій II Готський відібрав Аквітанію, але ненадовго, Тетрик вже через рік повернув її під свій контроль. 
273 року співправителем Тетрика був оголошений його син. Можливо, цей крок був пов'язаний із загостренням внутрішніх протиріч у Галльській імперії. Але запобігти дестабілізації не вдалося, і вже наступного року Тетрик розпочав таємні перемовини з Авреліаном про повернення Галлії і Британії під римську владу. У 274-у розпочалася війна з Римом, проте під час вирішальної битви поблизу Каталауна Тетрик перейшов на бік супротивника. Під час тріумфу Тетрика і його сина провели вулицями Рима, однак одразу після цього Авреліан призначив його намісником Луканії, де той і завершив свої дні.